# عنکبوت‌های ماداگاسکاری
عنکبوت‌های ماداگاسکاری (نام علمی: Halidae) نام یک تیره از راسته عنکبوت است.